# Die Erschaffung der Welt (Film)
Die Erschaffung der Welt (Originaltitel: Stvorení sveta) ist ein tschechoslowakischer Zeichentrickfilm aus dem Jahr 1958. Unter der Regie von Eduard Hofman wurde die gleichnamige Karikaturenserie des französischen Künstlers Jean Effel verfilmt.

## Handlung
Der Film zeigt in anekdotischer Weise die biblische Schöpfungsgeschichte und geht dabei in humorvoll-ironischer Form auf die Mühen und Probleme ein, die Gott, unterstützt von einer Schar Engel, dabei hat. Dabei kommen Probleme sowohl im Zuge der Schöpfung selbst, aber auch durch Eingriffe des Teufels und durch den teilweise auftretenden Unwillen seiner Geschöpfe, zum Ende hin insbesondere durch Adam und Eva. Der als vollbärtiger Glatzkopf gezeigte Gott nutzt für seine oft als Handwerk ausgeführten Schöpfungen nicht selten anachronistische Hilfsmittel. Die Geschichte beginnt bei der Erschaffung der Welt und des Universums selbst und endet mit der Vertreibung Adams und Evas aus dem Garten Eden nach dem Sündenfall.

## Hintergrund
Der Film adaptiert die seit 1945 in Frankreich erschienene Reihe von humorvollen Cartoons, die auch über die Grenzen Frankreichs hinaus eine größere Verbreitung fanden. Insbesondere auch in den sozialistischen Ländern hatten die als religionskritisch aufgefassten Strips wie auch der Film einen großen Erfolg. Nachdem der Regisseur Eduard Hofman Jean Effel bei einer Ausstellung von dessen Werken in Tschechien kennengelernt hatte, wurden sich beide schnell über ein Projekt zur Verfilmung einig. Ausgeführt wurde die Produktion seit 1953 im Studio für Zeichentrick- und Puppentrickfilme „Die Trickbrüder“. Am 4. April 1958 wurde der Film uraufgeführt. Schon ein Jahr nach dem Erscheinen in der ČSSR wurde der Film im DEFA-Studio für Synchronisation synchronisiert. Am 29. Mai 1959 hatte der Film seine Uraufführung in den DDR-Kinos und schon am 30. August des Jahres lief er das erste Mal im DDR-Fernsehen. Danach entwickelte sich der Film zu einer ostdeutschen Weihnachtstradition und wurde häufig um die Weihnachtszeit ausgestrahlt.
Bei den Internationalen Filmfestspielen von Venedig 1958 wurde der Film mit einem Sonderpreis ausgezeichnet. Der päpstliche L’Osservatore Romano reagierte mit einer vernichtenden Kritik: „[…] eine groteske Verhöhnung der Heiligen Schrift […] Als in besonderem Maße gotteslästerlich sind […] die Szenen zu bezeichnen, die die Erschaffung des Menschen behandeln und allein die Verbreitung des Atheismus beabsichtigen.“ Daraufhin wollte kein italienischer Filmverleiher den Film anbieten. Auch in Deutschland fand sich deshalb kein Verleiher. Schon der Abdruck der Cartoons im Hamburger Abendblatt führte mehrfach zu Leserprotesten. Umso größer war der Erfolg jedoch in den sozialistischen Staaten. In Frankreich dauerte es bis 1962, dass der Film zur Aufführung kam, in Italien, wo das päpstliche Verdikt bis heute aufrechterhalten wird, dauerte es bis 1976. 1995 wurde vom Studio Hamburg für den NDR eine neue Synchronfassung angefertigt, die zunächst die DDR-Fassung verdrängte. Wohl um Kritikern von vornherein den Wind aus den Segeln zu nehmen, gab man dem Film nun den Untertitel Eine heitere Schöpfungsgeschichte für fröhliche Erdenbürger. Silvester 1995 wurde diese Fassung in der ARD ausgestrahlt und später von polyband Medien auch als VHS-Video herausgebracht. 2013 veröffentlichte Karussell beide Fassungen auf getrennten DVDs. Der DDR-Synchronfassung war auch die tschechische Originalfassung beigegeben, jedoch ohne Untertitel. Pidax veröffentlichte 2021 eine DVD, in der beide deutsche und die tschechische Sprachfassung vereint waren.
1999 wurde der Film im Rahmen der Internationalen Filmfestspiele von Cannes 1999 in Frankreich nochmals im Kino aufgeführt.
Die Anachronismen im Film sind beabsichtigt, um statt eines christlichen Glaubens, einen technischen Fortschrittsglauben zu propagieren.

## Synchronisation
In der DEFA-Synchronisation werden anders als im tschechischen Original, in dem Jan Werich der Sprecher ist, und der französischen Version, in der François Périer und Martine Sarcey Sprecher und Sprecherin sind, verschiedene Sprechrollen vergeben. So spricht Wolfgang Heinz die Kommentare, Eduard von Winterstein Gott, Norbert Christian den Teufel sowie Elsa Grube-Deister, Helga Labudda und Gudrun Jochmann die Engel. Synchron-Regisseur war Albert Venohr, den deutschen Text verfasste Wolfgang Krüger. Sprecher, Autor und Dialogregisseur der NDR-Synchronisation war in Personalunion Henry Kielmann, die Musik schrieb Gerd Gerdes, die Liedtexte Reinhard Krökel. Gerdes sang zudem, unterstützt von Madleine Lang und Bernd Klose, die Lieder.
Inhaltlich unterscheiden sich beide deutschsprachigen Synchronfassungen grundsätzlich. Während die DEFA-Fassung die eher flotte Musik des Originals nutzt, ist die Musik in der NDR-Version eher getragen. Auch wird die ursprüngliche Aussage Effels, die sowohl die tschechische als auch die ostdeutsche Synchronisation bewahren, ins Gegenteil gedreht und dem Zuschauer eine mit Humor angereicherte Heilsgeschichte präsentiert.
In der englischsprachigen Synchronfassung ist Boris Karloff der Sprecher.

## Kritiken
Das Lexikon des internationalen Films der Katholischen Filmkommission für Deutschland kommt in der Tradition des L’Osservatore Romano zum humorlosen Urteil Die Entstehung der Welt als Gegenstand eines humoristischen Zeichentrickfilms, dem es vor allem darum geht, den christlichen Schöpfungsglauben lächerlich zu machen. Positiver urteilt indes der Filmdienst: Der originelle Zeichentrick-Klassiker ist gleichzeitig Huldigung an die Vielfalt der Welt und ihrer Geschöpfe wie auch eine satirische Replik auf ihre diversen Schwächen und „Bocksfüße“. Das DVD-Magazin urteilt: Mit viel Ironie und karrikaturistischen Bildern nimmt die „Erschaffung der Welt“ damit die ersten Seiten der Bibel gewaltig auf die Schippe.
Noch 1958 machte sich Der Spiegel einerseits über die Humorlosigkeit des L’Osservatore Romano lustig, kritisierte aber andererseits auch die in seinen Augen unnötige, „billige“ Provokation, die nach Spiegel-Sicht ohnehin nur ein Ziel hätten: Der Tschechoslowakische Staatsfilm hoffte, mit dem Oeuvre auf westlichen Festspielen künstlerisches Renommee einzuheimsen, das er in ein lukratives Geschäft umzumünzen gedachte. Michael Pilz urteilte 2013 in Die Welt wohlwollend kritisch und geht auch auf den Sprecher der DEFA-Fassung, Eduard von Winterstein, ein: Er spricht Gott als gütigen Gesellen, schrullig aber zunehmend beseelt vom eigenen Schöpfungseifer. Die Filmgazette meinte Das Schöne dabei ist allerdings, dass der Film diese Gegenerzählungen kaum ernster nimmt als seine biblischen Quellen. Jedenfalls heben sich nicht nur der Teufel und seine Gehilfen wohltuend vom unermüdlichen Schaffen des greisen Workaholic ab, sondern auch bei den Engelchen regiert das Lustprinzip.